# 克拉西米尔·巴拉科夫
克拉西米尔·巴拉科夫（1966年3月29日—）是保加利亚已退役足球運動員以及足球教練和前球员，退役前他是一名攻击型中场。他和同時期的斯托伊奇科夫被認為是保加利亞黃金世代的代表人物，兩人曾幫助保加利亞在1994年國際足協世界盃奪得第四名的名次。